# Ministère de la Recherche, de la Science et de la Technologie
Le ministère de la Recherche, de la Science et de la Technologie (MRST) est un ancien ministère du gouvernement du Québec qui a existé sous plusieurs noms entre le 17 août 1983 et le 29 avril 2003 de façon discontinue :
- Le ministère de la Science et de la Technologie est créé le 17 août 1983. Il est absorbé par le ministère de l'Enseignement supérieur, de la Science et de la Technologie (MESST) dès le 20 décembre 1984.
- Le ministère est recréé comme ministère de la Recherche, de la Science et de la Technologie le 8 juin 1999.

Le ministère est de facto aboli le 29 avril 2003 lorsque la fonction ministérielle est abandonnée, mais aboli de jure le 23 mars 2004 lorsque la Loi sur le ministère du Développement économique et régional et de la Recherche entre en vigueur.

## Historique
Le 9 septembre 1982, le poste de ministre délégué à la Science et à la Technologie est créé à l'occasion d'un remaniement. Le ministre est chargé de coordoner l'action gouvernementale en matière de développement scientifique et technique et est responsable du Bureau de la science et de la technologie créé en décembre 1975.
Quelques jours après les élections générales de 1998, le gouvernement Bouchard est remanié et Jean Rochon est nommé ministre responsable de la Recherche, de la Science et de la Technologie. Un projet de loi créant le ministère de la Recherche, de la Science et de la Technologie (MRST) est alors déposé et entre en vigueur le 8 juin 1999.
Le 1er septembre 1999 des personnels des ministères de l'Industrie et du Commerce, de la Santé et des Services sociaux et Conseil exécutif sont transférés par décret au MRST.

## Liste des ministres
| Titulaire Parti                                                          | Titulaire Parti                                                          | Début                                                                    | Fin                                                                      | Cabinet  |
| ------------------------------------------------------------------------ | ------------------------------------------------------------------------ | ------------------------------------------------------------------------ | ------------------------------------------------------------------------ | -------- |
| Ministre délégué à la Science et à la Technologie                        | Ministre délégué à la Science et à la Technologie                        | Ministre délégué à la Science et à la Technologie                        | Ministre délégué à la Science et à la Technologie                        | Lévesque |
|                                                                          | Gilbert Paquette Parti québécois                                         | 9 septembre 1982                                                         | 17 août 1983                                                             | Lévesque |
| Ministre de la Science et de la Technologie                              |                                                                          |                                                                          |                                                                          | Lévesque |
|                                                                          | Gilbert Paquette Parti québécois                                         | 18 août 1983                                                             | 26 novembre 1984                                                         | Lévesque |
| Ministre responsable de la Recherche, de la Science et de la Technologie | Ministre responsable de la Recherche, de la Science et de la Technologie | Ministre responsable de la Recherche, de la Science et de la Technologie | Ministre responsable de la Recherche, de la Science et de la Technologie | Bouchard |
|                                                                          | Jean Rochon Parti québécois                                              | 15 décembre 1998                                                         | 9 juin 1999                                                              | Bouchard |
| Ministre de la Recherche, de la Science et de la Technologie             |                                                                          |                                                                          |                                                                          | Bouchard |
|                                                                          | Jean Rochon Parti québécois                                              | 9 juin 1999                                                              | 8 mars 2001                                                              | Bouchard |
|                                                                          | Pauline Marois Parti québécois                                           | 8 mars 2001                                                              | 25 septembre 2002                                                        | Landry   |
| Ministre des Finances, de l'Économie et de la Recherche                  |                                                                          |                                                                          |                                                                          | Landry   |
|                                                                          | Pauline Marois Parti québécois                                           | 25 septembre 2002                                                        | 29 avril 2003                                                            | Landry   |

## Organismes liés
Les organismes suivants ont été liés au ministère de la Recherche, de la Science et de la Technologie,:
- Le Centre de recherche industrielle du Québec (CRIQ) ;
- Le Conseil de la science et de la technologie ;
- Le Conseil d'évaluation des technologies de la santé puis l'Agence d'évaluation des technologies et des modes d'intervention en santé (AETMIS) à partir du 28 juin 2000[7];
- Le Conseil québécois de la recherche sociale, jusqu'au 30 janvier 2002[note 3],[8];
- Innovation Québec ;
- Plusieurs fonds de recherche[9]:
  - Le Fonds de la recherche en santé du Québec ;
  - Le Fonds pour la formation de chercheurs et l’aide à la recherche ;
  - Le Fonds québécois de la recherche sur la nature et les technologies à partir de juin 2001.